# 薔薇物語

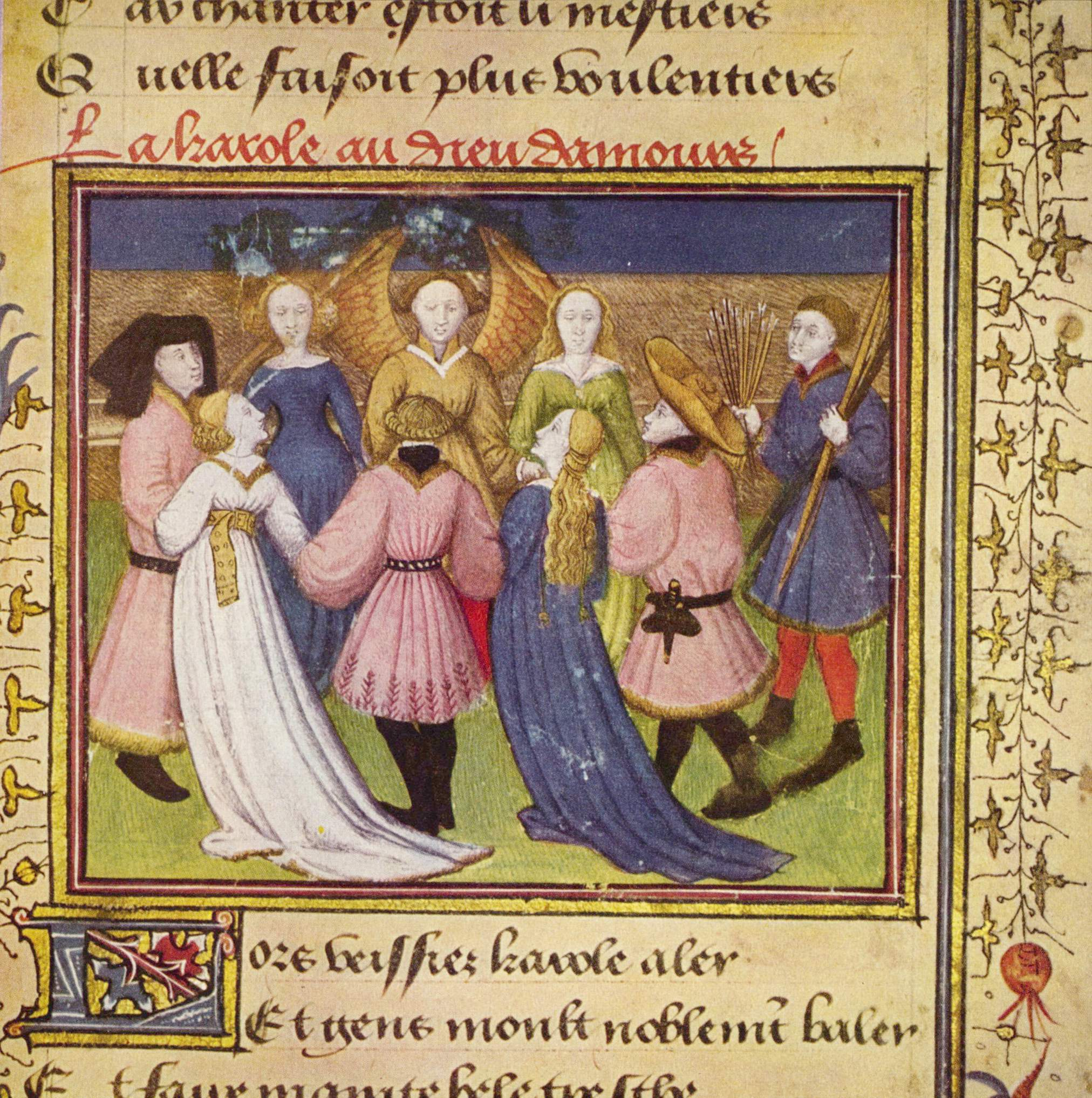
『薔薇物語』写本(1420-30)、愛の神のロンド。

『薔薇物語』（ばらものがたり、Le Roman de la Rose）は、中世13世紀フランスの寓意的な物語である。

## 概要
1230年頃にギヨーム・ド・ロリス（? - 1240年頃）が書いた4,058行からなる本編と、1270年頃にジャン・ド・マン（1240年頃 – 1305年頃）が書いた1万7,722行からなる続編がある。
異教的な内容であるが、様々な知識・教養を盛り込んだ百科全書的な恋愛作法の書として広く写本で伝えられ、大きな影響力を持った。

## 構成
本編
詩人が夢の中で薔薇に恋をする物語に、儀礼、歓待、理性、純潔、危険、恐怖、嫉妬などが擬人化されて登場する。宮廷恋愛、騎士道恋愛の伝統的な作法に沿った内容になっている。
愛の庭園を訪れた詩人が、愛の神の放った矢に射られ、薔薇に恋をする。番人たちが邪魔をするが、困難を乗り越え、詩人が薔薇に口づけすると、薔薇は閉じ込められてしまい、詩人は嘆く。
続編
本編の続きという体裁を取っているが、騎士道の恋愛観に批判的な内容であり、思想的には大きく異なっている。
愛についての長い議論の後、愛の神の軍が薔薇の城を攻撃し、占領する。

## 日本語訳
- 薔薇物語（見目誠訳、未知谷、1995年）
- 薔薇物語（篠田勝英訳、平凡社、1996年／ちくま文庫（上下）、2007年）
- 中世英語版 薔薇物語（瀬谷幸男訳、南雲堂フェニックス、2001年）。ジェフリー・チョーサー英訳版より。

## 関連文献
- フィリップ・ヴァルテール『ユーラシアの女性神話-ユーラシア神話試論Ⅱ』（渡邉浩司・渡邉裕美子訳）中央大学出版部 2021年、ISBN 978-4-8057-5183-1、33-51頁（第2章　『薔薇物語』におけるアボンド夫人と亡霊）